# Kate Bush/Diskografie
Diese Diskografie ist eine Übersicht über die musikalischen Werke der britischen Popsängerin Kate Bush. Den Schallplattenauszeichnungen zufolge hat sie bisher mehr als 13,5 Millionen Tonträger verkauft. In ihrer Heimat konnte sie bis heute über 8,7 Millionen Tonträger verkaufen, in Deutschland setzte sie über 1,3 Millionen Tonträger ab. Ihre erfolgreichste Veröffentlichung ist die Single Running Up That Hill (A Deal with God) mit über 3,4 Millionen verkauften Einheiten.

## Alben

### Studioalben
| Jahr | Titel Musiklabel                    | Höchstplatzierung, Gesamtwochen, AuszeichnungChartplatzierungen (Jahr, Titel, Musiklabel, Platzierungen, Wochen, Auszeichnungen, Anmerkungen) | Höchstplatzierung, Gesamtwochen, AuszeichnungChartplatzierungen (Jahr, Titel, Musiklabel, Platzierungen, Wochen, Auszeichnungen, Anmerkungen) | Höchstplatzierung, Gesamtwochen, AuszeichnungChartplatzierungen (Jahr, Titel, Musiklabel, Platzierungen, Wochen, Auszeichnungen, Anmerkungen) | Höchstplatzierung, Gesamtwochen, AuszeichnungChartplatzierungen (Jahr, Titel, Musiklabel, Platzierungen, Wochen, Auszeichnungen, Anmerkungen) | Höchstplatzierung, Gesamtwochen, AuszeichnungChartplatzierungen (Jahr, Titel, Musiklabel, Platzierungen, Wochen, Auszeichnungen, Anmerkungen) | Anmerkungen                                                                                       |
| Jahr | Titel Musiklabel                    | DE | AT | CH | UK | US | Anmerkungen                                                                                       |
| ---- | ----------------------------------- | --- | --- | --- | --- | --- | ------------------------------------------------------------------------------------------------- |
| 1978 | The Kick Inside EMI (EMI)           | DE21 (14 Wo.)DE | — | — | UK3 Platin · (71 Wo.)UK | — | Erstveröffentlichung: 17. Februar 1978 Verkäufe: + 425.000                                        |
| 1978 | Lionheart EMI (EMI)                 | DE25 (5 Wo.)DE | — | — | UK6 Platin · (38 Wo.)UK | — | Erstveröffentlichung: 13. November 1978 Verkäufe: + 520.000                                       |
| 1980 | Never for Ever EMI (EMI)            | DE5 Gold · (31 Wo.)DE | — | — | UK1 Gold · (25 Wo.)UK | — | Erstveröffentlichung: 8. September 1980 Verkäufe: + 600.000                                       |
| 1982 | The Dreaming EMI (EMI)              | DE23 (19 Wo.)DE | — | — | UK3 Silber · (12 Wo.)UK | US157 (7 Wo.)US | Erstveröffentlichung: 13. September 1982 Verkäufe: + 60.000                                       |
| 1985 | Hounds of Love EMI (EMI)            | DE2 Platin · (32 Wo.)DE | AT14 (14 Wo.)AT | CH3 (12 Wo.)CH | UK1 ×2Doppelplatin · (68 Wo.)UK | US12 (43 Wo.)US | Erstveröffentlichung: 16. September 1985 Verkäufe: + 1.310.000; Höchstplatzierung in US erst 2022 |
| 1989 | The Sensual World EMI (EMI)         | DE10 (21 Wo.)DE | — | CH11 (5 Wo.)CH | UK2 Platin · (24 Wo.)UK | US43 Gold · (26 Wo.)US | Erstveröffentlichung: 16. Oktober 1989 Verkäufe: + 950.000                                        |
| 1993 | The Red Shoes EMI (EMI)             | DE18 (10 Wo.)DE | AT34 (4 Wo.)AT | CH26 (5 Wo.)CH | UK2 Platin · (19 Wo.)UK | US28 (14 Wo.)US | Erstveröffentlichung: 1. November 1993 Verkäufe: + 350.000                                        |
| 2005 | Aerial EMI (EMI)                    | DE3 Gold · (16 Wo.)DE | AT23 (10 Wo.)AT | CH12 (11 Wo.)CH | UK3 Platin · (19 Wo.)UK | US49 (2 Wo.)US | Erstveröffentlichung: 4. November 2005 Verkäufe: + 1.100.000                                      |
| 2011 | 50 Words for Snow Fish People (EMI) | DE7 (9 Wo.)DE | AT26 (4 Wo.)AT | CH12 (5 Wo.)CH | UK5 Gold · (13 Wo.)UK | US83 (2 Wo.)US | Erstveröffentlichung: 18. November 2011 Verkäufe: + 100.000                                       |

grau schraffiert: keine Chartdaten aus diesem Jahr verfügbar

### Livealben
| Jahr | Titel Musiklabel                    | Höchstplatzierung, Gesamtwochen, AuszeichnungChartplatzierungen (Jahr, Titel, Musiklabel, Platzierungen, Wochen, Auszeichnungen, Anmerkungen) | Höchstplatzierung, Gesamtwochen, AuszeichnungChartplatzierungen (Jahr, Titel, Musiklabel, Platzierungen, Wochen, Auszeichnungen, Anmerkungen) | Höchstplatzierung, Gesamtwochen, AuszeichnungChartplatzierungen (Jahr, Titel, Musiklabel, Platzierungen, Wochen, Auszeichnungen, Anmerkungen) | Höchstplatzierung, Gesamtwochen, AuszeichnungChartplatzierungen (Jahr, Titel, Musiklabel, Platzierungen, Wochen, Auszeichnungen, Anmerkungen) | Höchstplatzierung, Gesamtwochen, AuszeichnungChartplatzierungen (Jahr, Titel, Musiklabel, Platzierungen, Wochen, Auszeichnungen, Anmerkungen) | Anmerkungen                                                      |
| Jahr | Titel Musiklabel                    | DE | AT | CH | UK | US | Anmerkungen                                                      |
| ---- | ----------------------------------- | --- | --- | --- | --- | --- | ---------------------------------------------------------------- |
| 1994 | Live at Hammersmith Odeon EMI (EMI) | — | — | — | — | — | Erstveröffentlichung: 1994 Audio-Version des Videoabums von 1981 |
| 2016 | Before the Dawn Fish People (WMG)   | DE14 (4 Wo.)DE | AT45 (1 Wo.)AT | CH37 (2 Wo.)CH | UK4 Gold · (7 Wo.)UK | US121 (1 Wo.)US | Erstveröffentlichung: 25. November 2016                          |

### Kompilationen
| Jahr | Titel Musiklabel                       | Höchstplatzierung, Gesamtwochen, AuszeichnungChartplatzierungen (Jahr, Titel, Musiklabel, Platzierungen, Wochen, Auszeichnungen, Anmerkungen) | Höchstplatzierung, Gesamtwochen, AuszeichnungChartplatzierungen (Jahr, Titel, Musiklabel, Platzierungen, Wochen, Auszeichnungen, Anmerkungen) | Höchstplatzierung, Gesamtwochen, AuszeichnungChartplatzierungen (Jahr, Titel, Musiklabel, Platzierungen, Wochen, Auszeichnungen, Anmerkungen) | Höchstplatzierung, Gesamtwochen, AuszeichnungChartplatzierungen (Jahr, Titel, Musiklabel, Platzierungen, Wochen, Auszeichnungen, Anmerkungen) | Höchstplatzierung, Gesamtwochen, AuszeichnungChartplatzierungen (Jahr, Titel, Musiklabel, Platzierungen, Wochen, Auszeichnungen, Anmerkungen) | Anmerkungen                                                  |
| Jahr | Titel Musiklabel                       | DE | AT | CH | UK | US | Anmerkungen                                                  |
| ---- | -------------------------------------- | --- | --- | --- | --- | --- | ------------------------------------------------------------ |
| 1986 | The Whole Story EMI (EMI)              | DE11 Gold · (19 Wo.)DE | — | — | UK1 ×4Vierfachplatin · (139 Wo.)UK | US76 (27 Wo.)US | Erstveröffentlichung: 9. November 1986 Verkäufe: + 1.557.500 |
| 2011 | Director’s Cut Fish People (EMI)       | DE11 (5 Wo.)DE | AT35 (1 Wo.)AT | CH23 (5 Wo.)CH | UK2 Gold · (8 Wo.)UK | — | Erstveröffentlichung: 16. Mai 2011 Verkäufe: + 100.000       |
| 2018 | Remastered – Part I Fish People (WMG)  | DE33 (1 Wo.)DE | — | CH65 (1 Wo.)CH | UK51 (1 Wo.)UK | — | Erstveröffentlichung: 16. November 2018                      |
| 2018 | Remastered – Part II Fish People (WMG) | DE64 (1 Wo.)DE | — | — | UK81 (1 Wo.)UK | — | Erstveröffentlichung: 16. November 2018                      |
| 2019 | The Other Sides Fish People (WMG)      | DE56 (1 Wo.)DE | — | — | UK18 (1 Wo.)UK | — | Erstveröffentlichung: 8. März 2019                           |

### EPs
| Jahr | Titel Musiklabel                                    | Höchstplatzierung, Gesamtwochen, AuszeichnungChartplatzierungen (Jahr, Titel, Musiklabel, Platzierungen, Wochen, Auszeichnungen, Anmerkungen) | Höchstplatzierung, Gesamtwochen, AuszeichnungChartplatzierungen (Jahr, Titel, Musiklabel, Platzierungen, Wochen, Auszeichnungen, Anmerkungen) | Höchstplatzierung, Gesamtwochen, AuszeichnungChartplatzierungen (Jahr, Titel, Musiklabel, Platzierungen, Wochen, Auszeichnungen, Anmerkungen) | Höchstplatzierung, Gesamtwochen, AuszeichnungChartplatzierungen (Jahr, Titel, Musiklabel, Platzierungen, Wochen, Auszeichnungen, Anmerkungen) | Höchstplatzierung, Gesamtwochen, AuszeichnungChartplatzierungen (Jahr, Titel, Musiklabel, Platzierungen, Wochen, Auszeichnungen, Anmerkungen) | Anmerkungen                           |
| Jahr | Titel Musiklabel                                    | DE | AT | CH | UK | US | Anmerkungen                           |
| ---- | --------------------------------------------------- | --- | --- | --- | --- | --- | ------------------------------------- |
| 1978 | 4 Sucessos EMI (EMI)                                | — | — | — | — | — | Erstveröffentlichung: 1978            |
| 1979 | On Stage EMI (EMI)                                  | — | — | — | UK10 (9 Wo.)UK | — | Erstveröffentlichung: 30. August 1979 |
| 1983 | Kate Bush EMI (EMI)                                 | — | — | — | — | US148 (6 Wo.)US | Erstveröffentlichung: 15. Juni 1983   |
| 1990 | Aspects of the Sensual World Columbia Records (CBS) | — | — | — | — | — | Erstveröffentlichung: 13. März 1990   |

grau schraffiert: keine Chartdaten aus diesem Jahr verfügbar

## Singles

### Als Leadmusikerin
| Jahr | Titel Album | Höchstplatzierung, Gesamtwochen, AuszeichnungChartplatzierungen (Jahr, Titel, Album, Platzierungen, Wochen, Auszeichnungen, Anmerkungen) | Höchstplatzierung, Gesamtwochen, AuszeichnungChartplatzierungen (Jahr, Titel, Album, Platzierungen, Wochen, Auszeichnungen, Anmerkungen) | Höchstplatzierung, Gesamtwochen, AuszeichnungChartplatzierungen (Jahr, Titel, Album, Platzierungen, Wochen, Auszeichnungen, Anmerkungen) | Höchstplatzierung, Gesamtwochen, AuszeichnungChartplatzierungen (Jahr, Titel, Album, Platzierungen, Wochen, Auszeichnungen, Anmerkungen) | Höchstplatzierung, Gesamtwochen, AuszeichnungChartplatzierungen (Jahr, Titel, Album, Platzierungen, Wochen, Auszeichnungen, Anmerkungen) | Anmerkungen                                                  |
| Jahr | Titel Album | DE | AT | CH | UK | US | Anmerkungen                                                  |
| ---- | --- | --- | --- | --- | --- | --- | ------------------------------------------------------------ |
| 1978 | Wuthering Heights The Kick Inside                                                                                      | DE11 (21 Wo.)DE | AT17 (4 Wo.)AT | CH8 (12 Wo.)CH | UK1 Platin · (14 Wo.)UK | — | Erstveröffentlichung: 11. Januar 1978 Verkäufe: + 665.000    |
| 1978 | The Man with the Child in His Eyes The Kick Inside                                                                     | — | — | — | UK6 Silber · (11 Wo.)UK | US85 (4 Wo.)US | Erstveröffentlichung: 12. Mai 1978 Verkäufe: + 200.000       |
| 1978 | Moving The Kick Inside                                                                                                 | — | — | — | — | — | Erstveröffentlichung: 1. Juni 1978                           |
| 1978 | Hammer Horror Lionheart                                                                                                | — | — | — | UK44 (6 Wo.)UK | — | Erstveröffentlichung: 27. Oktober 1978                       |
| 1979 | Wow Lionheart | — | — | — | UK14 (10 Wo.)UK | — | Erstveröffentlichung: 9. März 1979                           |
| 1979 | Them Heavy People The Kick Inside                                                                                      | — | — | — | — | — | Erstveröffentlichung: September 1979                         |
| 1980 | Breathing Never for Ever                                                                                               | — | — | — | UK16 (7 Wo.)UK | — | Erstveröffentlichung: 18. April 1980                         |
| 1980 | Babooshka Never For Ever                                                                                               | DE14 (26 Wo.)DE | — | — | UK5 Silber (Physisch) + Gold (Digital) · (10 Wo.)UK                                                                                      | — | Erstveröffentlichung: 27. Juni 1980 Verkäufe: + 650.000      |
| 1980 | Army Dreamers Never for Ever                                                                                           | — | — | — | UK16 Silber · (9 Wo.)UK | — | Erstveröffentlichung: 22. September 1980 Verkäufe: + 200.000 |
| 1980 | December Will Be Magic Again –                                                                                         | DE55 (5 Wo.)DE | — | — | UK29 (7 Wo.)UK | — | Erstveröffentlichung: 17. November 1980                      |
| 1981 | Sat in Your Lap The Dreaming                                                                                           | — | — | — | UK11 (7 Wo.)UK | — | Erstveröffentlichung: 30. Juni 1981                          |
| 1982 | The Dreaming | — | — | — | UK48 (3 Wo.)UK | — | Erstveröffentlichung: 26. Juli 1982                          |
| 1982 | Suspended in Gaffa The Dreaming                                                                                        | — | — | — | — | — | Erstveröffentlichung: 2. November 1982                       |
| 1982 | There Goes a Tenner The Dreaming                                                                                       | — | — | — | — | — | Erstveröffentlichung: 2. November 1982                       |
| 1983 | Ne t’enfuis pas Kate Bush                                                                                              | — | — | — | — | — | Erstveröffentlichung: Juli 1983                              |
| 1983 | Night of the Swallow The Dreaming                                                                                      | — | — | — | — | — | Erstveröffentlichung: 21. November 1983                      |
| 1985 | Running Up That Hill (A Deal with God) Hounds of Love                                                                  | DE3 Gold · (50 Wo.)DE | AT3 a (26 Wo.)AT | CH1 a (35 Wo.)CH | UK1 a ×4Silber (Physisch) + Vierfachplatin (Digital) · (52 Wo.)UK                                                                        | US3 a (40 Wo.)US | Erstveröffentlichung: 5. August 1985 Verkäufe: + 3.430.000   |
| 1985 | Cloudbusting Hounds of Love                                                                                            | DE20 (12 Wo.)DE | — | — | UK20 Silber · (6 Wo.)UK | — | Erstveröffentlichung: 14. Oktober 1985 Verkäufe: + 200.000   |
| 1986 | Hounds of Love | DE68 (2 Wo.)DE | — | — | UK18 Silber · (5 Wo.)UK | — | Erstveröffentlichung: 24. Februar 1986 Verkäufe: + 200.000   |
| 1986 | The Big Sky Hounds of Love                                                                                             | — | — | — | UK37 (3 Wo.)UK | — | Erstveröffentlichung: 28. April 1986                         |
| 1986 | Experiment IV The Whole Story                                                                                          | DE50 (7 Wo.)DE | — | — | UK23 (4 Wo.)UK | — | Erstveröffentlichung: 27. Oktober 1986                       |
| 1989 | The Sensual World | DE29 (14 Wo.)DE | — | — | UK12 (5 Wo.)UK | — | Erstveröffentlichung: 18. September 1989                     |
| 1989 | This Woman’s Work The Sensual World                                                                                    | — | — | — | UK25 Gold · (5 Wo.)UK | — | Erstveröffentlichung: 20. November 1989 Verkäufe: + 400.000  |
| 1990 | Love and Anger The Sensual World                                                                                       | — | — | — | UK38 (3 Wo.)UK | — | Erstveröffentlichung: 26. Februar 1990                       |
| 1991 | Rocket Man (I Think It’s Going to Be a Long, Long Time) Two Rooms: Celebrating the Songs of Elton John & Bernie Taupin | DE36 (9 Wo.)DE | — | CH20 (6 Wo.)CH | UK12 (8 Wo.)UK | — | Erstveröffentlichung: 25. November 1991                      |
| 1993 | Rubberband Girl The Red Shoes                                                                                          | DE65 (8 Wo.)DE | — | — | UK12 (5 Wo.)UK | US88 (6 Wo.)US | Erstveröffentlichung: 6. September 1993                      |
| 1993 | Eat the Music The Red Shoes                                                                                            | — | — | — | — | — | Erstveröffentlichung: 7. September 1993                      |
| 1993 | Moments of Pleasure The Red Shoes                                                                                      | — | — | — | UK26 (3 Wo.)UK | — | Erstveröffentlichung: 15. November 1993                      |
| 1994 | The Red Shoes | — | — | — | UK21 (3 Wo.)UK | — | Erstveröffentlichung: 4. April 1994                          |
| 1994 | The Man I Love The Glory of Gershwin                                                                                   | — | — | — | UK27 (2 Wo.)UK | — | Erstveröffentlichung: 18. Juli 1994 feat. Larry Adler        |
| 1994 | And So Is Love The Red Shoes                                                                                           | — | — | — | UK26 (2 Wo.)UK | — | Erstveröffentlichung: 7. November 1994                       |
| 2005 | King of the Mountain Aerial                                                                                            | DE42 (6 Wo.)DE | AT71 (2 Wo.)AT | CH47 (5 Wo.)CH | UK4 (5 Wo.)UK | — | Erstveröffentlichung: 21. Oktober 2005                       |
| 2011 | Deeper Understanding 50 Words For Snow                                                                                 | — | — | — | — | — | Erstveröffentlichung: 5. April 2011                          |
| 2011 | Wild Man 50 Words For Snow                                                                                             | — | — | — | UK73 (1 Wo.)UK | — | Erstveröffentlichung: 11. Oktober 2011                       |
| 2012 | Lake Tahoe 50 Words For Snow                                                                                           | — | — | — | — | — | Erstveröffentlichung: 21. April 2012                         |

### Als Gastmusikerin
| Jahr | Titel Album                                                       | Höchstplatzierung, Gesamtwochen, AuszeichnungChartplatzierungen (Jahr, Titel, Album, Platzierungen, Wochen, Auszeichnungen, Anmerkungen) | Höchstplatzierung, Gesamtwochen, AuszeichnungChartplatzierungen (Jahr, Titel, Album, Platzierungen, Wochen, Auszeichnungen, Anmerkungen) | Höchstplatzierung, Gesamtwochen, AuszeichnungChartplatzierungen (Jahr, Titel, Album, Platzierungen, Wochen, Auszeichnungen, Anmerkungen) | Höchstplatzierung, Gesamtwochen, AuszeichnungChartplatzierungen (Jahr, Titel, Album, Platzierungen, Wochen, Auszeichnungen, Anmerkungen) | Höchstplatzierung, Gesamtwochen, AuszeichnungChartplatzierungen (Jahr, Titel, Album, Platzierungen, Wochen, Auszeichnungen, Anmerkungen) | Anmerkungen                                                                               |
| Jahr | Titel Album                                                       | DE | AT | CH | UK | US | Anmerkungen                                                                               |
| ---- | ----------------------------------------------------------------- | --- | --- | --- | --- | --- | ----------------------------------------------------------------------------------------- |
| 1980 | Games Without Frontiers / Spiel ohne Grenzen Peter Gabriel (Melt) | DE36 (11 Wo.)DE | — | — | UK4 Silber · (11 Wo.)UK | US48 (11 Wo.)US | Erstveröffentlichung: 25. Januar 1980 Verkäufe: + 200.000 Begleitgesang bei Peter Gabriel |
| 1980 | No Self Control / Keine Selbstkontrolle Peter Gabriel (Melt)      | — | — | — | UK33 (6 Wo.)UK | — | Erstveröffentlichung: 5. Mai 1980 Begleitgesang bei Peter Gabriel                         |
| 1986 | Don’t Give Up So                                                  | DE27 (11 Wo.)DE | — | — | UK9 (11 Wo.)UK | US72 (6 Wo.)US | Erstveröffentlichung: 19. Oktober 1986 Peter Gabriel feat. Kate Bush                      |
| 1987 | Let It Be –                                                       | DE3 (14 Wo.)DE | AT4 (14 Wo.)AT | CH1 (14 Wo.)CH | UK1 Gold · (7 Wo.)UK | — | Erstveröffentlichung: 23. März 1987 Verkäufe: + 400.000; mit Ferry Aid                    |
| 1989 | Spirit of the Forest –                                            | — | — | — | — | — | Erstveröffentlichung: 1989 Various Artists                                                |
| 2019 | My Computer –                                                     | — | — | — | — | — | Erstveröffentlichung: 12. September 2019 Prince feat. Kate Bush                           |

## Videoalben und Musikvideos

### Videoalben
| Jahr | Titel Musiklabel                | Höchstplatzierung, Gesamtwochen, AuszeichnungChartplatzierungen (Jahr, Titel, Musiklabel, Platzierungen, Wochen, Auszeichnungen, Anmerkungen) | Höchstplatzierung, Gesamtwochen, AuszeichnungChartplatzierungen (Jahr, Titel, Musiklabel, Platzierungen, Wochen, Auszeichnungen, Anmerkungen) | Höchstplatzierung, Gesamtwochen, AuszeichnungChartplatzierungen (Jahr, Titel, Musiklabel, Platzierungen, Wochen, Auszeichnungen, Anmerkungen) | Höchstplatzierung, Gesamtwochen, AuszeichnungChartplatzierungen (Jahr, Titel, Musiklabel, Platzierungen, Wochen, Auszeichnungen, Anmerkungen) | Höchstplatzierung, Gesamtwochen, AuszeichnungChartplatzierungen (Jahr, Titel, Musiklabel, Platzierungen, Wochen, Auszeichnungen, Anmerkungen) | Anmerkungen                |
| Jahr | Titel Musiklabel                | DE | AT | CH | UK | US | Anmerkungen                |
| ---- | ------------------------------- | --- | --- | --- | --- | --- | -------------------------- |
| 1981 | Live at Hammersmith Odeon       | — | — | — | UK2 (17 Wo.)UK | — | Erstveröffentlichung: 1981 |
| 1983 | The Single File                 | — | — | — | — | — | Erstveröffentlichung: 1983 |
| 1986 | The Hair of the Hound           | — | — | — | — | — | Erstveröffentlichung: 1986 |
| 1986 | The Whole Story: The Videos     | — | — | — | UK30 (10 Wo.)UK | — | Erstveröffentlichung: 1986 |
| 1990 | The Sensual World – The Videos  | — | — | — | — | — | Erstveröffentlichung: 1990 |
| 1994 | The Line, the Cross & the Curve | — | — | — | UK5 (12 Wo.)UK | — | Erstveröffentlichung: 1994 |

grau schraffiert: keine Chartdaten aus diesem Jahr verfügbar

### Musikvideos
| Jahr | Titel                                                   | Regie                                                    |
| ---- | ------------------------------------------------------- | -------------------------------------------------------- |
| 1978 | Wuthering Heights                                       | Keith "Keef" MacMillan (Version 1), Rockflix (Version 2) |
| 1978 | The Man with the Child in His Eyes                      | Keith "Keef" MacMillan                                   |
| 1978 | Hammer Horror                                           | Keith "Keef" MacMillan                                   |
| 1979 | Wow (2 Versionen)                                       | Keith "Keef" MacMillan                                   |
| 1979 | Them Heavy People                                       | Keith "Keef" MacMillan                                   |
| 1980 | Breathing                                               | Keith "Keef" MacMillan                                   |
| 1980 | Babooshka                                               | Keith "Keef" MacMillan                                   |
| 1980 | Army Dreamers                                           | Keith "Keef" MacMillan                                   |
| 1981 | Sat in Your Lap                                         | Brian Wiseman                                            |
| 1982 | The Dreaming                                            | Paul Henry                                               |
| 1982 | There Goes a Tenner                                     | Paul Henry                                               |
| 1982 | Suspended in Gaffa                                      | Brian Wiseman                                            |
| 1985 | Running Up That Hill (A Deal with God)                  | David Garfath                                            |
| 1985 | Cloudbusting                                            | Julian Doyle                                             |
| 1986 | Hounds of Love                                          | Kate Bush                                                |
| 1986 | The Big Sky                                             | Kate Bush                                                |
| 1986 | Don’t Give Up (2 Versionen)                             | Godley & Creme                                           |
| 1986 | Experiment IV                                           | Kate Bush                                                |
| 1986 | Wow (Version 3)                                         |                                                          |
| 1989 | The Sensual World                                       | Peter Richardson, Kate Bush                              |
| 1989 | This Woman’s Work                                       | Kate Bush                                                |
| 1990 | Love and Anger                                          | Kate Bush                                                |
| 1991 | Rocket Man (I Think It’s Going to Be a Long, Long Time) |                                                          |
| 1993 | Rubberband Girl                                         | Kate Bush (Version 1), – (Version 2)                     |
| 1993 | Eat the Music (2 Versionen)                             | Kate Bush                                                |
| 1993 | Moments of Pleasure                                     | Kate Bush                                                |
| 1994 | The Red Shoes                                           | Kate Bush                                                |
| 1994 | The Man I Love                                          |                                                          |
| 1994 | And So Is Love                                          | Kate Bush                                                |
| 2005 | King of the Mountain                                    | Jimmy T. Murakami                                        |
| 2011 | Deeper Understanding                                    | Kate Bush                                                |
| 2011 | Wild Man                                                | Kate Bush                                                |
| 2011 | Misty                                                   | Kate Bush                                                |
| 2012 | Lake Tahoe                                              | Kate Bush                                                |

## Boxsets
- 1983: The Single File
- 1990: This Woman’s Work: Anthology 1978–1990
- 1999: Lionheart / The Dreaming
- 2002: The Kick Inside / Lionheart
- 2004: Hounds of Love / The Sensual World
- 2006: Hounds of Love / Never for Ever

## Promoveröffentlichungen
Promo-Singles
- 1979: Strange Phenomena
- 1979: Symphony in Blue
- 1987: Be Kind to My Mistakes
- 1988: Sister and Brother (mit Midge Ure)
- 2005: π
- 2007: Lyra (Der Goldene Kompass (O.S.T.))

## Statistik

### Chartauswertung
|                     | DE     | AT    | CH    | UK     | US    |
| ------------------- | ------ | ----- | ----- | ------ | ----- |
| Nummer-eins-Alben   | DE—DE  | AT—AT | CH1CH | UK3UK  | US—US |
| Top-10-Alben        | DE5DE  | AT—AT | CH1CH | UK13UK | US—US |
| Alben in den Charts | DE15DE | AT6AT | CH8CH | UK16UK | US9US |

|                       | DE     | AT    | CH    | UK     | US    |
| --------------------- | ------ | ----- | ----- | ------ | ----- |
| Nummer-eins-Singles   | DE—DE  | AT—AT | CH1CH | UK3UK  | US—US |
| Top-10-Singles        | DE2DE  | AT2AT | CH3CH | UK9UK  | US1US |
| Singles in den Charts | DE14DE | AT4AT | CH5CH | UK31UK | US5US |

|                          | DE    | AT    | CH    | UK    | US    |
| ------------------------ | ----- | ----- | ----- | ----- | ----- |
| Nummer-eins-Videoalben   | DE—DE | AT—AT | CH—CH | UK—UK | US—US |
| Top-10-Videoalben        | DE—DE | AT—AT | CH—CH | UK2UK | US—US |
| Videoalben in den Charts | DE—DE | AT—AT | CH—CH | UK3UK | US—US |

### Auszeichnungen für Musikverkäufe
| Goldene Schallplatte - Australien - 1979: für das Album Lionheart - Belgien - 2004: für das Album The Whole Story - Dänemark - 2023: für die Single Wuthering Heights - Finnland - 2005: für das Album Aerial - Frankreich - 1981: für das Album Never for Ever - 1986: für das Album Hounds of Love - 1993: für das Album The Sensual World - 2006: für das Album Aerial - Irland - 2005: für das Album Aerial - Kanada - 1987: für das Album The Whole Story - 1989: für das Album The Sensual World - 1993: für das Album The Red Shoes - Neuseeland - 1986: für das Album Hounds of Love - Niederlande - 1979: für das Album Lionheart - 1980: für das Album Never for Ever - 1988: für das Album Hounds of Love - Polen - 2006: für das Album Aerial | Platin-Schallplatte - Dänemark - 2023: für die Single Running Up That Hill (A Deal with God) - Italien - 2022: für die Single Running Up That Hill (A Deal with God) - Kanada - 1981: für das Album Lionheart - 1981: für das Album Never for Ever - 1984: für das Album The Kick Inside - 1985: für das Album Hounds of Love - 2006: für das Album Aerial - Neuseeland - 1979: für das Album Lionheart - 1979: für die Single Wuthering Heights - 2022: für die Single Running Up That Hill (A Deal with God) - Niederlande - 1978: für das Album The Kick Inside - Portugal - 2022: für die Single Running Up That Hill (A Deal with God) - Schweden - 2022: für die Single Running Up That Hill (A Deal with God) - Spanien - 2024: für die Single Running Up That Hill (A Deal with God) 2× Platin-Schallplatte - Kanada - 2022: für die Single Running Up That Hill (A Deal with God) - Neuseeland - 1978: für das Album The Kick Inside - 1987: für das Album The Whole Story |

Anmerkung: Auszeichnungen in Ländern aus den Charttabellen bzw. Chartboxen sind in ebendiesen zu finden.
| Land/RegionAuszeichnungen für Musikverkäufe (Land/Region, Auszeichnungen, Verkäufe, Quellen) | Silber     | Gold       | Platin       | Verkäufe  | Quellen                   |
| -------------------------------------------------------------------------------------------- | ---------- | ---------- | ------------ | --------- | ------------------------- |
| Australien (ARIA)                                                                            | —          | —          | Platin1      | 50.000    | Einzelnachweise           |
| Belgien (BRMA)                                                                               | —          | Gold1      | —            | 25.000    | ultratop.be               |
| Dänemark (IFPI)                                                                              | —          | Gold1      | Platin1      | 135.000   | ifpi.dk                   |
| Deutschland (BVMI)                                                                           | —          | 4× Gold4   | Platin1      | 1.350.000 | musikindustrie.de         |
| Finnland (IFPI)                                                                              | —          | Gold1      | —            | 23.811    | ifpi.fi                   |
| Frankreich (SNEP)                                                                            | —          | 4× Gold4   | —            | 400.000   | infodisc.fr               |
| Irland (IRMA)                                                                                | —          | Gold1      | —            | 7.500     | irishcharts.ie            |
| Italien (FIMI)                                                                               | —          | —          | Platin1      | 100.000   | fimi.it                   |
| Kanada (MC)                                                                                  | —          | 3× Gold3   | 7× Platin7   | 810.000   | musiccanada.com           |
| Neuseeland (RMNZ)                                                                            | —          | Gold1      | 7× Platin7   | 150.000   | aotearoamusiccharts.co.nz |
| Niederlande (NVPI)                                                                           | —          | 3× Gold3   | Platin1      | 250.000   | nvpi.nl                   |
| Polen (ZPAV)                                                                                 | —          | Gold1      | —            | 10.000    | olis.pl                   |
| Portugal (AFP)                                                                               | —          | —          | Platin1      | 10.000    | Einzelnachweise           |
| Schweden (IFPI)                                                                              | —          | —          | Platin1      | 80.000    | sverigetopplistan.se      |
| Spanien (Promusicae)                                                                         | —          | —          | Platin1      | 60.000    | elportaldemusica.es       |
| Vereinigte Staaten (RIAA)                                                                    | —          | Gold1      | —            | 500.000   | riaa.com                  |
| Vereinigtes Königreich (BPI)                                                                 | 8× Silber8 | 7× Gold7   | 16× Platin16 | 9.210.000 | bpi.co.uk                 |
| Insgesamt                                                                                    | 8× Silber8 | 28× Gold28 | 38× Platin38 |           |                           |